# Como Foot-Ball Club 1919-1920
Questa pagina raccoglie le informazioni riguardanti il Como Foot-Ball Club nelle competizioni ufficiali della stagione 1919-1920.

## Stagione
Nella stagione 1919-1920 il Como ha disputato il girone C del campionato di Prima Categoria, girone di qualificazione gestito dal Comitato Regionale Lombardo.
Il girone comprendeva 6 formazioni, ed i lariani totalizzando 4 punti si sono piazzati in fondo alla classifica appaiati al Varese. Il campionato è stato vinto dalla U.S. Milanese con 18 punti, uno di vantaggio sul Legnano. La vincitrice assoluta del campionato è stata l'Internazionale di Milano.

## Rosa
| N. |                      | Ruolo | Calciatore       |
| -- | -------------------- | ----- | ---------------- |
|    | Italia (bandiera)    | A     | Achille Avogadro |
|    | Italia (bandiera)    | P     | Giorgio Avogadro |
|    | Italia (bandiera)    | C     | Carlo Barini     |
|    | Italia (bandiera)    | A     | Amatore Bianchi  |
|    | Italia (bandiera)    | A     | Luigi Bianchi    |
|    | Italia (bandiera)    | D     | Bruno Casartelli |
|    | Italia (bandiera)    | C     | Francesco Cetti  |
|    | Italia (bandiera)    | P     | Ugo Chiesa       |
|    | Argentina (bandiera) | A     | Edoardo Donegana |
|    | Italia (bandiera)    | D     | Ageo Feliziani   |
|    | Italia (bandiera)    | C     | Alvise Forti     |

| N. |                   | Ruolo | Calciatore              |
| -- | ----------------- | ----- | ----------------------- |
|    | Italia (bandiera) | C     | Antonio Longatti        |
|    | Italia (bandiera) | D     | Carlo Marzorati         |
|    | Italia (bandiera) | A     | Franco Mazzuchelli      |
|    | Italia (bandiera) | C     | Ottorino Poletti        |
|    | Italia (bandiera) | A     | Riccardo Polinesio      |
|    | Italia (bandiera) |       | Giovannino Porta        |
|    | Italia (bandiera) | D     | Felice Prosdocimi       |
|    | Italia (bandiera) | A     | Mario Ronchetti         |
|    | Italia (bandiera) | A     | Giulio Stefano Semprini |
|    | Italia (bandiera) | D     | Alberto Terragni        |

## Risultati

### Prima Categoria

#### Girone C lombardo

##### Girone d'andata
| Arbitro: | Moda (Milano) |

|                                    |           |  |
| Malaspina 10’, 46’ Sodano 77’, 85’ | Marcatori |  |

| Arbitro: | Venegoni (Legnano) |

|                     |           |          |
| Donegana A. Bianchi | Marcatori | Porcelli |

| Arbitro: | Quirci (Milano) |

|                                                      |           |                             |
| Boiocchi I 20’ Orlandi 46’ Carugati 60’ Olivieri 63’ | Marcatori | 27’ Donegana 90’ L. Bianchi |

| Arbitro: | Ferradini (Milano) |

|          |           |                                                |
| Donegana | Marcatori | ?’, ?’, ?’, ?’, ?’ Canetta ?’, ?’ Marini Brega |

| Arbitro: | Venegoni (Legnano) |

|                            |           |  |
| Rossetti 16’ Giorgetti 59’ | Marcatori |  |

##### Girone di ritorno
| Arbitro: | Quirci (Milano) |

|  |           |                                      |
|  | Marcatori | 15’, 30’ Motta 68’ Crespi 85’ Sodano |

| Arbitro: | Tradico (Milano) |

|                                             |           |                   |
| Corio 25’ Maltagliati 65’, ?’ Missaglia 83’ | Marcatori | 43’, 75’ Donegana |

| Arbitro: | Livraghi (Milano) |

|               |           |                                                 |
| Avogadro I ?’ | Marcatori | ?’ Reina ?’ Carugati ?’ Boiocchi I ?’ Veronelli |

| Arbitro: | Venegoni (Legnano) |

|                               |           |  |
| Clivio 65’ Crocco II 75’, 78’ | Marcatori |  |

| Arbitro: | Moda (Milano) |

|                                              |           |                                   |
| Avogadro I ?’, ?’, ?’, ?’ Donegana ?’ (rig.) | Marcatori | ?’ Giorgetti ?’ Zanetti ?’ Vedani |

## Statistiche

### Statistiche di squadra
| Competizione    | Punti | In casa | In casa | In casa | In casa | In casa | In casa | In trasferta | In trasferta | In trasferta | In trasferta | In trasferta | In trasferta | Totale | Totale | Totale | Totale | Totale | Totale | DR  |
| Competizione    | Punti | G       | V       | N       | P       | Gf      | Gs      | G            | V            | N            | P            | Gf           | Gs           | G      | V      | N      | P      | Gf     | Gs     | DR  |
| --------------- | ----- | ------- | ------- | ------- | ------- | ------- | ------- | ------------ | ------------ | ------------ | ------------ | ------------ | ------------ | ------ | ------ | ------ | ------ | ------ | ------ | --- |
| Prima Categoria | 4     | 5       | 2       | 0       | 3       | 9       | 20      | 5            | 0            | 0            | 5            | 4            | 17           | 10     | 2      | 0      | 8      | 13     | 37     | -24 |

### Statistiche dei giocatori
| Giocatore       | Prima Categoria | Prima Categoria |
| Giocatore       | Presenze        | Reti            |
| --------------- | --------------- | --------------- |
| A. Avogadro     | 9               | 5               |
| G. Avogadro     | 2               | 0               |
| C. Barini       | 7               | 0               |
| A. Bianchi      | 7               | 1               |
| L. Bianchi      | 7               | 1               |
| B. Casartelli   | 4               | 0               |
| F. Cetti        | 1               | 0               |
| U. Chiesa       | 10              | 0               |
| E. Donegana     | 10              | 6               |
| A. Feliziani    | 5               | 0               |
| A. Forti        | 4               | 0               |
| A. Longatti     | 1               | 0               |
| C. Marzorati    | 8               | 0               |
| F. Mazzucchelli | 6               | 0               |
| O. Poletti      | 10              | 0               |
| R. Polinesio    | 1               | 0               |
| G. Porta        | 1               | 0               |
| F. Prosdocimi   | 10              | 0               |
| M. Ronchetti    | 3               | 0               |
| G. Semprini     | 2               | 0               |
| A. Terragni     | 2               | 0               |